# Anatoli Tchoubaïs
Anatoli Borissovitch Tchoubaïs (en russe : Анатолий Борисович Чубайс), né le 16 juin 1955 à Borissov (RSS de Biélorussie), est un homme politique, économiste, oligarque et dirigeant d'entreprise russe.
Personnage controversé et très impopulaire en Russie, au point que l'expression « c'est toujours la faute de Tchoubaïs (ru) » fasse partie de la vie courante, il est l'un des idéologues et des auteurs des réformes économiques des années 1990 (c'est notamment lui qui conçoit et organise la privatisation par coupons). Depuis la dislocation de l'Union soviétique et quelles qu'aient été les orientations du Kremlin, Tchoubaïs occupe jusqu'en 2022 des postes traduisant un statut de figure incontournable de la politique intérieure russe. 
Sa fortune estimée à environ un milliard de dollars en fait un des hommes d'affaires les plus riches de Russie. Dans l'enquête 2004 du Financial Times et du cabinet Price Waterhouse Coopers, il est classé 54e homme d'affaires le plus influent de la planète. 
Président, de 2001 à 2008, du monopole national de distribution d'électricité RAO EES Russie, il dirige de 2008 à 2020, le conglomérat d'État Rusnano, chargé du développement des nanotechnologies en Russie,,. En 2020, Vladimir Poutine le nomme au poste de conseiller spécial sur le dossier climatique.
Le 23 mars 2022, il démissionne de ses fonctions et quitte la Russie en raison de son opposition à l'invasion de l'Ukraine.

## Biographie

### Origine, études et débuts dans la carrière politique
Son père, Boris Matveïevitch Tchoubaïs, était un colonel en retraite et ancien combattant de la Seconde Guerre mondiale devenu professeur de marxisme-léninisme dans un institut technique. Sa mère, Raïssa Efimovna Sagal, était diplômée de l'université d'économie et a choisi d'être mère au foyer dans les bases militaires où son mari était régulièrement assigné. Par sa mère, Anatoli Tchoubaïs tire des origines juives de Lituanie ; il a par ailleurs un grand frère, Igor Tchoubaïs (en) (né en 1947), philosophe.
Il achève en 1977 ses études à l'Institut d'économie Palmiro Togliatti de Léningrad, où il enseigne ensuite jusqu'en 1990. Il adhère au PCUS en 1980 et prend part en 1987 à la fondation du club Perestroïka en compagnie de jeunes réformateurs du Parti. En 1990, il devient l'adjoint du président du Comité du Parti de Léningrad et le conseiller économique du maire de la ville, Anatoli Sobtchak.

### Fonctions au gouvernement russe
En novembre 1991, Tchoubaïs est nommé ministre dans le gouvernement de Boris Eltsine, chargé des privatisations. Son nom reste attaché à cette période très controversée, qui voit quelques privilégiés amasser d'importantes richesses rapidement.
À partir de 1994, Tchoubaïs est premier ministre adjoint chargé de l'Économie et des Finances. Il met en œuvre une politique de libéralisation de l'économie. Il est également considéré comme étant un pionnier des privatisations. Il démissionne en janvier 1996 pour diriger la campagne présidentielle de Boris Eltsine, qui l'emporte à la surprise générale. 
De juillet 1996 à mars 1997, Tchoubaïs dirige l'administration présidentielle russe.

### Responsabilités économiques
Président, de 2001 à 2008, du monopole national de distribution d'électricité RAO EES Russie, il dirige, à partir du 22 septembre 2008, le conglomérat d'État Rusnano, chargé du développement des nanotechnologies en Russie,.

### Tentative d'assassinat
Le 17 mars 2005, Anatoli Tchoubaïs est victime d'une tentative d'assassinat.
Un engin explosif (d'une puissance équivalant à un kilogramme de TNT) posé sur le bas-côté de la grande route Minsk-Moscou, à 39 km de la capitale russe, explose alors qu'Anatoli Tchoubaïs rallie à bord de sa BMW (modèle X5 Security - blindage B4) le village de Javoronki, où il possède une maison. Deux hommes en tenue de camouflage blanche ouvrent ensuite le feu à l'arme automatique sur sa voiture, puis s'enfuient dans la forêt.
Tchoubaïs n'est pas touché et poursuit son chemin pour arriver à son bureau.

### Retrait de la politique
Le 23 mars 2022, Dmitri Peskov, porte-parole de la présidence, déclare que Tchoubaïs a mis fin a ses fonctions de représentant spécial (poste occupé depuis le 4 décembre 2020) du président de la fédération de Russie pour les relations avec les organisations internationales afin d'atteindre les objectifs de développement durable, et Bloomberg affirme qu'il est parti s'installer à Istanbul, étant en désaccord avec l'invasion russe de l'Ukraine. 
Sa dernière publication sur Facebook avant son départ le 19 mars est consacrée à l'anniversaire du défunt Iegor Gaïdar, soulignant que ce dernier a eu une meilleure compréhension des risques stratégiques dans leurs différends sur l'avenir de la Russie, et que lui-même avait pu avoir tort. Gaïdar, auteur de livres sur la chute de l'URSS, comme La Mort de l'empire («Гибель империи»), avait su prévenir dans ses articles du danger d'une nostalgie post-impériale : « Tenter de refaire de la Russie un empire, c'est poser la question même de son existence ». 
Tchoubaïs est limogé de son poste de conseiller spécial de la présidence de la fédération de Russie par le décret présidentiel n° 148 du 25 mars 2022.

## Vie privée
Tchoubaïs est marié à Avdotya Smirnova (scénariste et présentatrice de télévision), et a deux enfants issus de son précédent mariage : un fils, Alexeï, et une fille, Olga[réf. souhaitée]. 

## Récompenses et distinctions
Il a le grade civil de conseiller d'État effectif de la fédération de Russie de 1re classe.